# Simon de Dominis
Simon de Dominis (zm. przed 7 maja 1423) – biskup diecezji Trogir w Dalmacji w latach 1403–1423. Uczestnik Soboru w Konstancji i konklawe 1417 jako przedstawiciel tzw. „nacji germańskiej”.